# Enicospilus jilinensis
Enicospilus jilinensis är en stekelart som beskrevs av Tang 1990. Enicospilus jilinensis ingår i släktet Enicospilus och familjen brokparasitsteklar. Inga underarter finns listade i Catalogue of Life.